# Uta Briesewitz
Uta Briesewitz (Leverkusen, 1967) é uma diretora e cinematógrafa alemã.

## Filmografia

### Cinema
- 1998: Next Stop Wonderland
- 1999: Love Stinks
- 2001: Session 9
- 2001: Seven and a Match
- 2002: The Scoundrel's Wife
- 2002: XX/XY
- 2006: The TV Set
- 2007: Walk Hard: The Dewey Cox Story
- 2010: Vanishing on 7th Street
- 2011: Arthur

### Televisão
Como cinematógrafa
- 1999: Undressed
- 2000: American Masters
- 2002/2004: The Wire
- 2003: Homeless to Harvard: The Liz Murray Story
- 2004/2005: LAX
- 2006: Thief
- 2006: What About Brian
- 2007: Life Support
- 2007: John from Cincinnati
- 2009: United States of Tara
- 2009: Washingtonienne
- 2009/2011: Hung
- 2012: Ben and Kate

Como diretora
- 2010/2011: Hung
- 2012: Weeds
- 2012: Suburgatory
- 2013: Orange Is the New Black